# Rémy Garnier
Rémy Garnier, né le 8 juin 1950 à Cosne-Cours-sur-Loire, est un inspecteur des finances publiques français de 1968 à 2010, vérificateur des impôts à Agen (Lot-et-Garonne) à partir de 1979.
Il est connu pour avoir enquêté sur le patrimoine de Jérôme Cahuzac, ministre délégué au Budget de la France de mai 2012 à mars 2013. Son rapport d'enquête et son témoignage ont été des éléments essentiels pour aider notamment à étayer les soupçons de fraude fiscale et d'évasion fiscale de l'élu français.

## Le dossier France-Prune
À la suite des conclusions d'une vérification fiscale menée par Rémy Garnier en décembre 1998, Jérôme Cahuzac, alors député de Villeneuve-sur-Lot (Lot-et-Garonne), intervient auprès du ministre du Budget pour faire annuler le redressement fiscal visant la coopérative France-Prune. Cette coopérative domine le marché du pruneau d'Agen. Les intérêts économiques locaux sont considérables puisque la société commercialise l'essentiel de la production des exploitants agricoles de la région d'Agen. Le redressement fiscal est d'un montant de 3 millions de francs français (570 000 euros), pour « surfacturations ». Rémy Garnier affirme que, contrairement à ce que soutient Jérôme Cahuzac, la survie de l'entreprise n'était pas en jeu : « Les coopératives sont assujetties à l’impôt sur les sociétés sur leurs excédents mais la loi leur permet de les éponger en versant des compléments de prix à leurs adhérents apporteurs. Une coopérative se trouve, sauf cas exceptionnel, à l'abri de l’impôt et de la faillite. En cas de lourd redressement fiscal, il lui suffit de réduire la rémunération des apports de ses adhérents puisqu'elle est maître de ses prix d'achat. »

### Annulation du redressement sur décision politique
Le 3 mars 1999, le principe du redressement fiscal est notifié par la Direction générale des Impôts. Mais ce redressement est annulé le 2 juin 1999 par Christian Sautter, secrétaire d'État au Budget, alors même que la vérification fiscale est toujours en cours.
À la suite d'une plainte de Rémy Garnier, Corinne Goetzmann, juge d'instruction du tribunal de grande instance de Paris, confirme implicitement en 2012 l’illégalité de cette intervention en cours de vérification : « Ces interventions ministérielles que la partie civile contestait ne s’apparentant ni à un recours hiérarchique normal, ni à une transaction fiscale, étaient susceptibles de constituer des délits d’abus d’autorité dirigés contre l’Administration, de concussion et d’opposition à fonctions. »
Contre toute attente, une nouvelle vérification fiscale de la coopérative France-Prune est confiée à Rémy Garnier en août 2001.  Mais il en est subitement dessaisi la veille de son intervention, puis de tous ses autres dossiers. Cette seconde mission est considérée comme étant un piège tendu à Rémy Garnier par sa hiérarchie, comme le reconnaîtra a posteriori Jérôme Cahuzac lui-même.

### De multiples sanctions disciplinaires
Ce dessaisissement semble faire suite à une dénonciation anonyme qui se révèlera avoir été adressée par un avocat. En octobre, alors qu'il était jusque-là considéré comme un « agent exceptionnel », il est menacé de révocation. Le 12 novembre 2001, il est démis de son poste de vérificateur à la direction régionale des impôts d’Aquitaine et muté à la direction des services fiscaux du Lot-et-Garonne. Une intersyndicale réunissant l'ensemble des syndicats des impôts se mobilise et constitue un Comité de soutien pour dénoncer ces sanctions,. Lui-même est membre du SNADGI-CGT. L'intersyndicale organise grève, manifestations et campagne de presse. Une pétition nationale recueille plus de sept mille signatures, « fait sans précédent dans l’histoire de l’administration fiscale,. » Cette annulation à caractère politique des redressements fiscaux engendre, sous la pression syndicale, des travaux de réflexion au sein du ministère liés à l'« application mesurée de la loi fiscale. »
En 2002, Jérôme Cahuzac aurait menacé indirectement Rémy Garnier de le « casser » : « Un fonctionnaire, ça se mute ; un fonctionnaire ça se casse ! » En 2011, Jérôme Cahuzac reconnaît implicitement que Rémy Garnier a été sanctionné sur décision politique : « Je suis intervenu parce que la question de la survie de la coopérative (France-Prune) m’a convaincu. Mais quelle était ma légitimité à plaider pour lui (Rémy Garnier) auprès d’une administration qui l’a jugé dérangeant plutôt que d’utiliser ses qualités ? Un piège lui a été tendu en 2001 lorsqu’il a été réinvesti sur le dossier France-Prune. J’avais d’autant moins à m’en mêler que je n’étais plus député en 2002. »
L'affaire ne s'arrête pas là. Rémy Garnier met en exergue d'autres dossiers réglés dans des circonstances peu transparentes et le fait savoir. Sa hiérarchie l'accuse d'enfreindre le devoir de réserve. Le 14 juillet 2002, « il dépose une plainte contre X avec constitution de partie civile auprès du doyen des juges d’instruction d’Agen, des chefs de concussion, diffamation, violation de secret professionnel, harcèlement moral et dénonciation calomnieuse, à propos de faits dirigés contre l'administration fiscale. » Tous ces faits n'ayant pas été examinés par le juge d'instruction, Rémy Garnier porte l'affaire en Cour de cassation en 2003. Malgré un avis favorable de l'avocat général, le recours est rejeté le 20 janvier 2004. Garnier se retourne alors vers la Cour européenne des droits de l'homme (CEDH) qui constate le 22 mai 2008 des manquements au droit à la défense.
Entretemps, Nicolas Sarkozy, alors ministre de l'Économie, suspend Rémy Garnier le 20 juillet 2004 du service de la vérification fiscale pour une durée de deux ans, dont un avec sursis par un arrêté cosigné par le ministre délégué au Budget et à la Réforme de l'État, Dominique Bussereau. Après cette nouvelle sanction, il continue à être muté de « service en service », mais reste épaulé par son avocat, Michel Gonelle,. Le Conseil supérieur de la fonction publique, saisi par un recours, recommande, le 30 mai 2006, une exclusion temporaire de fonctions pour une durée de quinze jours « en raison du contexte conflictuel entre l'intéressé et sa hiérarchie ». Cependant, le tribunal administratif de Bordeaux annule le 13 juin 2006 son déplacement d'office, relevant d'une « sanction disciplinaire déguisée ». Pourtant, la sanction ministérielle est confirmée par un arrêté du 21 mars 2007. De nouveau, le tribunal administratif de Bordeaux annule le 7 octobre 2009 toutes les décisions ministérielles de suspension temporaire.

## Les soupçons de fraude et d'évasion fiscale

### Découverte de l'existence d'un enregistrement de Jérôme Cahuzac
Rémy Garnier prend connaissance en 2003 de l'existence d'un enregistrement révélant que Jérôme Cahuzac aurait ouvert un compte en Suisse à l'époque où ce dernier était conseiller du ministre de la Santé Claude Évin, entre 1988 et 1991. Le propriétaire de l'enregistrement, qui s'est avéré plus tard être Michel Gonelle, refuse de lui communiquer le document.
Rémy Garnier est alors un fonctionnaire « mis au placard » par sa hiérarchie. Affecté en septembre 2006 à la Brigade d’étude et de programmation (BEP), il consulte le 9 mars 2007 le dossier fiscal informatique de Jérôme Cahuzac : « Dans le dossier fiscal de Jérôme Cahuzac, j’ai noté des anomalies apparentes et chiffrées. Des revenus omis. Une déduction fiscale d’un montant important puisque, même si cela ne représentait pas grand-chose pour quelqu’un comme Cahuzac, elle représentait le salaire annuel d’un ouvrier. Il manquait aussi des justificatifs. Je ne comprends pas que le fisc ne demande rien à un tel contribuable sous prétexte qu’il est député ». Il apparaît également que Jérôme Cahuzac avait « acquis son appartement parisien situé avenue de Breteuil pour le prix de six millions et demi de francs, financé comptant, en début de carrière, à hauteur de quatre millions dont l’origine reste douteuse. »

### Nouvelle sanction disciplinaire
Pour avoir consulté ce dossier, Rémy Garnier est sanctionné le 19 juin 2008 d'un avertissement par Joseph Jochum, directeur de la Direction spécialisée de contrôle fiscal Sud-Ouest, dans un rapport adressé à Philippe Parini, directeur général de la  Direction générale des Finances publiques. Cette sanction fait l'objet d'un arrêté ministériel signé par Philippe Rambal, directeur adjoint, au nom du ministre du Budget Éric Woerth.
Rémy Garnier conteste publiquement sa sanction administrative devant le Tribunal de Bordeaux en 2009. À cette occasion, il produit deux mémoires en défense dont l'un est rédigé le 11 juin 2008 et révélé par le site Mediapart, l'autre le 13 février 2009 : il soutient qu'il a agi après avoir obtenu des informations « de plusieurs sources extérieures à l’administration fiscale », qui « convergent vers les mêmes conclusions ». À savoir : « Alors qu’il exerce des activités au cabinet de Claude Évin, ministre de la santé, (Jérôme Cahuzac) ouvre un compte bancaire à numéro en Suisse ». Mais les « constatations effectuées » sur les déclarations fiscales de Jérôme Cahuzac, alors député-maire de Villeneuve-sur-Lot, « ne permettent pas de valider ni d’infirmer ces renseignements » ce qui nécessite un « examen approfondi de situation fiscale personnelle. »
Néanmoins, il perd son recours en première instance devant le tribunal administratif de Bordeaux. Par la suite, au terme de dix années de procédures judiciaires, l'ensemble des sanctions contre Rémy Garnier sont annulées. Ainsi, en mars 2011, les sanctions liées à l'affaire France-Prune sont invalidées par la cour administrative d'appel de Bordeaux, les jugeant « disproportionnées ». Rémy Garnier avait même fait l'objet d'un contrôle fiscal. Les jugements en sa défaveur sont cassés par deux fois par la Cour de cassation, finalement le 24 mai 2011.

### Les suites de l'Affaire Cahuzac
N'étant pas la source de Mediapart dans le cadre de la révélation de l'affaire Cahuzac, Rémy Garnier est cependant entendu le 6 février 2013 dans le cadre de l'enquête visant Jérôme Cahuzac,.
En dépit de la confirmation des soupçons émis par le vérificateur fiscal dès 2008, l'administration fiscale continue de tenter de délégitimer les informations apportées par Rémy Garnier. Auditionnée le 21 mai 2013 dans le cadre de la commission d'enquête parlementaire consacrée à l'affaire Cahuzac, Amélie Verdier, inspectrice générale des Finances, directrice de cabinet du ministre délégué au Budget, maintenue après le départ de Cahuzac, soutient que les documents produits par Rémy Garnier sont « fantaisistes ».
L'avertissement disciplinaire de 2008 est annulé par la Cour administrative d'appel de Bordeaux le 31 mai 2013. La Cour souligne qu'« en procédant de sa propre initiative, dans le cadre des fonctions de programmation du contrôle fiscal pour lesquelles il avait reçu l’habilitation, à la consultation de dossiers fiscaux de particuliers dans son ressort géographique afin de vérifier la pertinence d’informations dont il avait pu avoir connaissance, M. Garnier ne peut être regardé comme ayant commis un abus de fonction ». Mis au placard « Il n’avait été chargé d’aucune mission spécifique, sa direction ne lui ayant défini aucun axe de recherches auquel il aurait dû se tenir ». La Cour souligne enfin que l'accusation de sa hiérarchie d'avoir manqué à son obligation de neutralité ne tient pas : alors qu’aucun fait de divulgation de données à caractère confidentiel n’est reproché au vérificateur, « rien n’établit qu’il a agi à des fins personnelles sans lien avec l’intérêt du service. »
Le 5 décembre 2016, la cour d'appel de Bordeaux a condamné la Direction générale des Finances publiques (DGFiP) à verser 125 830 € de dommages-intérêts à M. Garnier pour le préjudice moral et financier qu'elle lui a fait supporter du fait de son harcèlement répété sur une dizaine d'années.

## Engagement politique
Soutien de la candidature de Jean-Luc Mélenchon à l'élection présidentielle française de 2017, il est annoncé parmi les 20 premiers candidats du mouvement La France insoumise aux élections législatives qui se tiendront dans la foulée. Il se présente dans le Lot-et-Garonne (3e circonscription). Il est battu au premier tour avec 12,21 % des voix, en 4e position.